# Anna Hagelstam

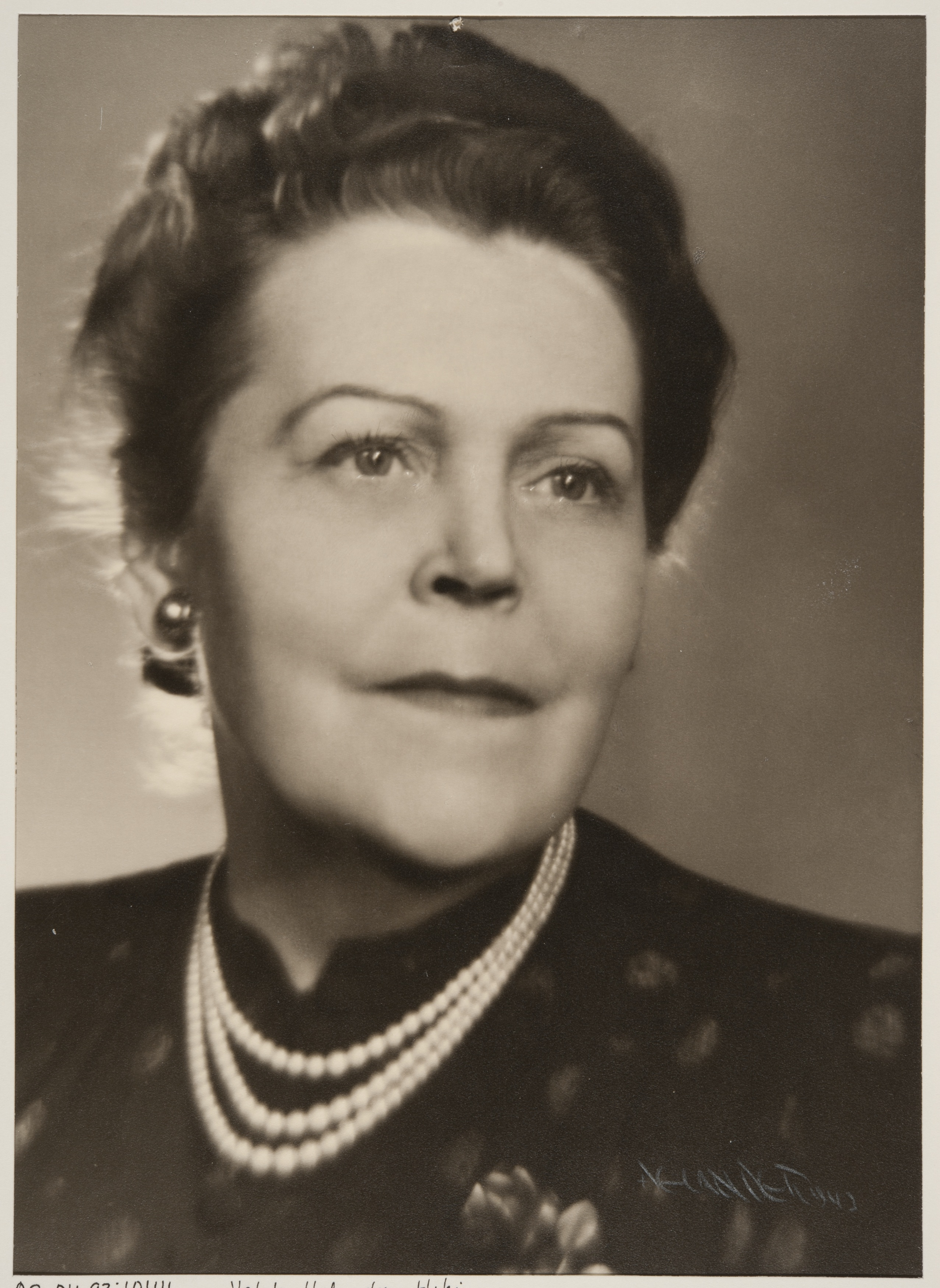
Anna Hagelstam år 1943.

Anna Hagelstam (född Silfverberg), född 20 november 1883 i Åbo, död 2 maj 1946 i Helsingfors, var en finländsk sångerska (mezzosopran). Hon var gift med Wentzel Hagelstam.
Hagelstam studerade i Helsingfors, Berlin och Paris och konserterade med framgång i Paris, Monte Carlo, London, samt i Danmark, Sverige, Norge och Finland. Hon uppträdde även vid finska operan.